# Antal Kotász
Antal Kotász   (Vasvár, 1 de setembre de 1929 - Budapest, 6 de juliol de 2003) fou un futbolista hongarès de la dècada de 1950.
Va ser jugador del Budapest Honvéd, així com de la selecció hongaresa, amb la que disputà el Mundial de 1958.